# Jamie Travis
 (juillet 2019).
Jamie Travis, né le 13 août 1979, est un réalisateur canadien de Toronto qui a réalisé plusieurs films, des courts métrages, des clips vidéo et plusieurs publicités télévisées.
Il a reçu une reconnaissance internationale pour ses deux trilogies de courts métrages, The Patterns et The Saddest Children in the World[réf. nécessaire].
Ses six courts métrages ont tous été présentés en première au Festival international du film de Toronto et son travail a fait l’objet de nombreuses projections rétrospectives dans des festivals et des galeries d’art[réf. nécessaire].

## Filmographie
- 2003 : Why the Anderson Children Didn't Come to Dinner
- 2005 : Patterns
- 2006 : Patterns 2
- 2006 : Patterns 3
- 2006 : The Saddest Boy in the World
- 2009 : The Armoire
- 2012 : American Sexy Phone
- 2014 : Finding Carter
- 2014-2016 : Faking It (séries TV)
- 2015-2016 : Scream: The TV Series
- 2018 : Star (série TV)
- 2017-2019 : The Bold Type
- 2017-2019 Claws (série TV)
- 2018 : Charmed[réf. nécessaire]